# コーラスライン (映画)
『コーラスライン』（A Chorus Line）は、1985年公開のアメリカ合衆国のミュージカル・ドラマ映画。監督はリチャード・アッテンボロー、主演はマイケル・ダグラス、テレンス・マン。アーノルド・シュルマンによる映画脚本は、ジェームズ・カークウッドとニコラス・ダンテによる1975年初演の同名のミュージカル作品の台本に基づいている。楽曲はマーヴィン・ハムリッシュとエドワード・クレバンにより作曲された。物語は新作ブロードウェイ・ミュージカルの役を得ようとするダンサーたちを中心に描かれる。
1985年12月13日、コロンビア・ピクチャーズにより劇場公開され、舞台版と比較する批評家らから賛否両論の評価を受け、2,500万ドルの制作費に対して興行収入1,400万ドルであった。

## ストーリー
ブロードウェイの劇場で行なわれるオーディションにて暗い客席から演出家のザック（マイケル・ダグラス）が何十人ものダンサーおよびその演技を審査し、16人が通過する。往年のスターダンサーだったキャシー（アリソン・リード）は仕事を求め、オーディションを受けに遅れてやってくる。ザックはキャシーの昔の恋人で、キャシーはザックを置いてハリウッドへ向かったのだった。キャシーは1年以上仕事がなく、コーラスラインの仕事でも欲しいくらいである。
ザックは男性4人、女性4人の計8人のダンサーを求めており、参加者たちに自己紹介させる。それぞれに質問し、ダンスを始めたきっかけ、初体験、家族、目下の悩みなど様々な話題を聞き出す。参加者たちの語りを通じて役者としてやっていくことがいかに困難であるかが表現される。
キャシーが舞台に上がると、ザックはラリー（テレンス・マン）に頼んで参加者全員をリハ室に行かせる。ザックはかつてのキャシーを想うあまり「コーラスはキャシーにはふさわしくない」と考え、キャシーは「このオーディションに来ているダンサーは皆素晴らしく、自分もその中でダンサーとして踊りたい」と訴える。キャシーはオーディションの続行を嘆願する。ザックは折れて、皆と同じ振付を覚えさせる。ポールが舞台に戻り、子供の頃42丁目でミュージカル鑑賞中に性的虐待を受けたことをザックに語る。ポールにとって初の仕事はドラァグ・キャバレーであった。ポールが同性愛者でドラァグクイーンであることを両親に気付かれた時、両親は目も合わせてくれなかった。ザックはポールにハグをし、ポールはこのオーディションで初めて慈悲の心を見せる。
キャシーとザックの揺れ動く感情と、最終選考に残ったダンサーの様々な人生が交差しながらも、オーディションは進んでいく。
ラリーはダンサーたちを舞台に戻し、新しい振付をする。ザックは、皆とダンスを揃えられないキャシーに怒鳴る。ラリーがタップダンスの振付をしている時、ザックとキャシーは過去の恋愛について口論となる。ポールが誤って滑って転び、膝を怪我する。ポールは病院に運ばれ、ザックはダンサーたちに二度と踊れなくなったらどうするのかと尋ねる。ディアナだけがこれに応え、たとえコーラスの1人だとしても記憶に残るダンサーになりたいと語り、皆同意する。ザックはヴァル、キャシー、ビビ、ディアナ、マイク、マーク、リチー、ボビーをコーラスラインに選ぶ。
数ヶ月後、観客を前にして8人が「"One"」を踊る。落選したダンサーたちも舞台に登場し、溶け込んでいく。鏡に映り、舞台は何百ものダンサーたちで埋め尽くされ、大人数のキックラインとなる。

## キャスト
※括弧内は日本語吹替
- ザック(振付師) - マイケル・ダグラス（堀勝之祐）
- キャシー - アリソン・リード（久野綾希子）
- ラリー(振付助手) - テレンス・マン（内田直哉）
- キム(ザックの秘書) - シャロン・ブラウン（英語版）

ダンサー
| - マーク - マイケル・ブレビンズ（西尾巧） - ディアナ - ヤミール・ボージェス（羽村京子） - コニー - ジャン・ガン・ボイド（深見梨加） - リチー - グレッグ・バージ（山寺宏一） - ポール - キャメロン・イングリッシュ（堀内賢雄） - アル - トニー・フィールズ（山形ユキオ） - ヴァル - オードリー・ランダース（松井菜桜子） - クリスティン - ニコール・フォッシー（神代智恵） | - シーラ - ヴィッキー・フレデリック（小宮和枝） - ビビ - ミシェル・ジョンストン（岡本麻弥） - ジュディ - ジャネット・ジョーンズ（安達忍） - マギー - パム・クリンガー（伊藤美紀） - マイク - チャールズ・マクゴアン（星野充昭） - グレッグ - ジャスティン・ロス（中村秀利） - ドン - ブレイン・サヴェージ（古田信幸） - ボビー - マット・ウエスト（大塚芳忠） |

日本語吹替：初回放送1988年1月23日 フジテレビ『ゴールデン洋画劇場』21:02～23:24 ※KADOKAWA発売のブルーレイに収録。

## 曲目
| No | タイトル                               | 歌                   |
| -- | -------------------------------------- | -------------------- |
| 1  | I Hope GET IT                          | 全員                 |
| 2  | Who Am I Anyway                        | ポール               |
| 3  | I Can Do That                          | マイク               |
| 4  | At The Ballet                          | シーラ、ビビ、マギー |
| 5  | Hello twelve Hello thirteen Hello love | 全員                 |
| 6  | Surprise Surprise                      | リチー               |
| 7  | Nothing                                | ディアナ             |
| 8  | Dance ten Looks three                  | ヴァル               |
| 9  | Let Me Dance For You                   | キャシー             |
| 10 | ONE (Rehearsal)                        | 全員                 |
| 11 | What I Did For Love                    | キャシー             |
| 12 | ONE (Finale)                           | 全員                 |

## 舞台裏
- リチーの「Surprise Surprise」とキャシーの「Let Me Dance For You」は新たに追加された映画用のオリジナル曲。作曲者は舞台曲と同じマーヴィン・ハムリッシュが行った為、舞台での世界観を損なわない仕上げとなっている。
- 当初はザックの役にジョン・トラボルタが考えられていた。しかし当時トラボルタが大スターだった為に脚本が大きく変わりオリジナティが無くなってしまった為に断念した。
- 整形し抜群のプロポーションとルックスに10点満点のダンス力を持ったヴァルの役の選定は難航し3000人と言われた応募者の中からも見つからなかった。オードリー・ランダースを見つけた時に監督のアッテンボローは嬉しさの余りオードリーが当時の人気ドラマ「ダラス」に出演している女優だという事に気が付かなかった。
- トラボルタが出演しない事がきまり、大スター不在でキャスティングが行われたコーラスラインで唯一名が売れているマイケル・ダグラスの起用に関してはマイケル自身の強い希望もありギャランティやクレジットに関して特別な扱いをしない条件で参加している。
- 冒頭11分台半ば、バレエが踊れずザックから強い調子で退場を命じられたた黄色のトランクス[注 1]の女性ダンサーが、その数分後も舞台で踊っている。[注 2]